# Kertsj
Kertsj (Oekraïens: Керч; Russisch: Керчь; Krim-Tataars: Keriç; Oudrussisch: Кърчевъ; Oudgrieks: Παντικάπαιον, Pantikapaion; Turks: Kerç) is een stad en stadsrayon op de Krim. De stad is gelegen aan de Straat van Kertsj op het oostpunt van de Krim en heeft 157.007 inwoners (2001).
Een voorloper van Kertsj was de belangrijke Griekse Krim-nederzetting Pantikapaion, een kolonie uit de 7de eeuw v.Chr. Kertsj schonk zijn naam aan de laatste fase van de Attische kunststijl (370 en 320 v.Chr.). Destijds was Pantikapaion de voornaamste stad van het Bosporuskoninkrijk (de straat van Kertsj stond bekend als de Cimmerische Bosporus).
Kertsj kwam later in handen van Romeinen, Byzantijnen, Genuezen en het Tataarse Krim-Kanaat. Het Verdrag van Küçük Kaynarca wees Kertsj in 1774 toe aan het Russische Keizerrijk. De stad werd een marinehaven. Tijdens het bewind van Chroesjtsjov werd de Krim in 1954 aan de Oekraïense SSR overgedragen, waardoor Kertsj na het uiteenvallen van de Sovjet-Unie onderdeel van het onafhankelijke Oekraïne werd. In 2014 werd de Krim door Rusland ingelijfd.
In en om de stad is veel historisch erfgoed uit oude en nieuwe tijden, waaronder veel Sovjet-monumenten.

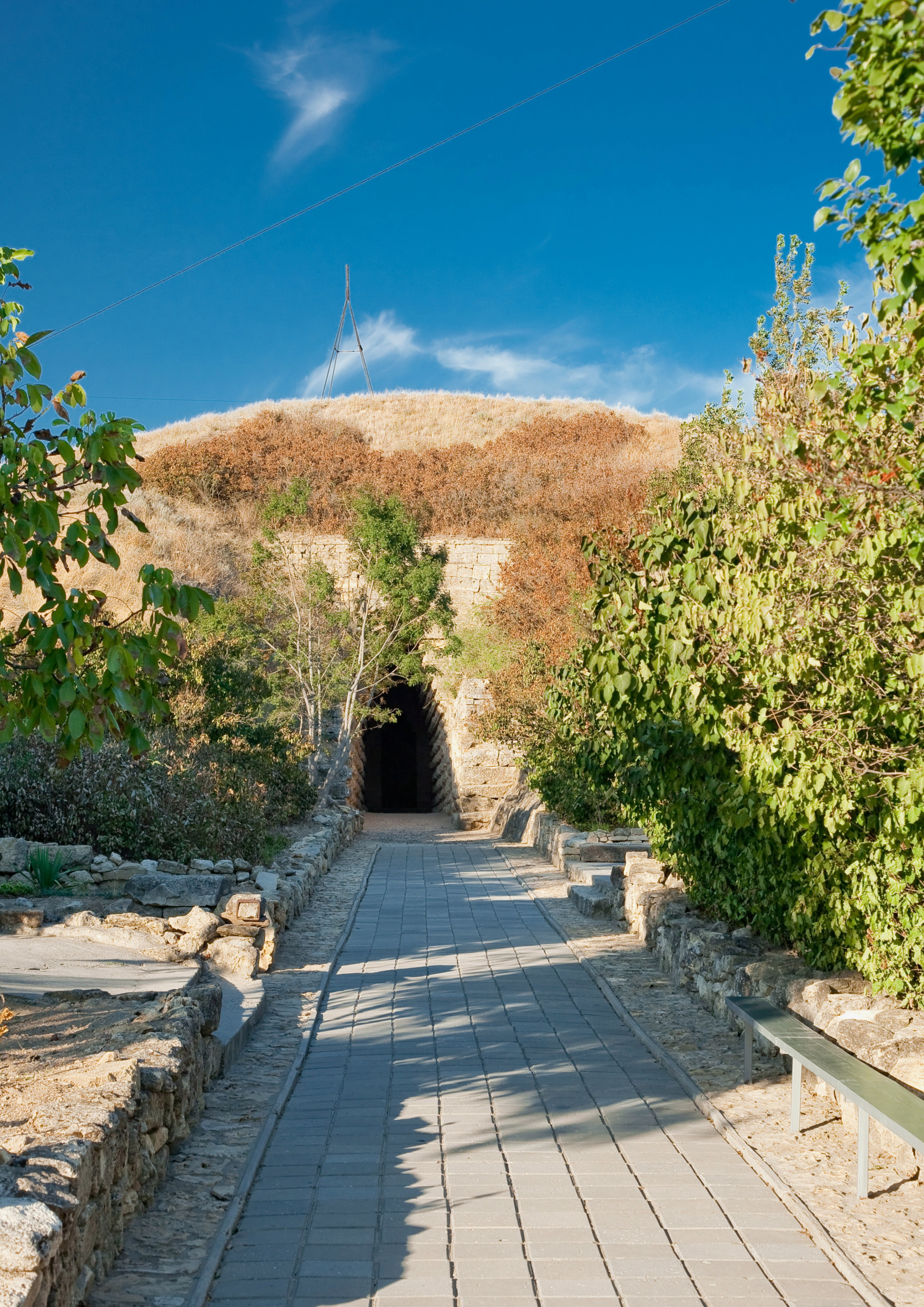
De Tsarenkoergan, een grafmonument uit de 4e eeuw v.Chr.

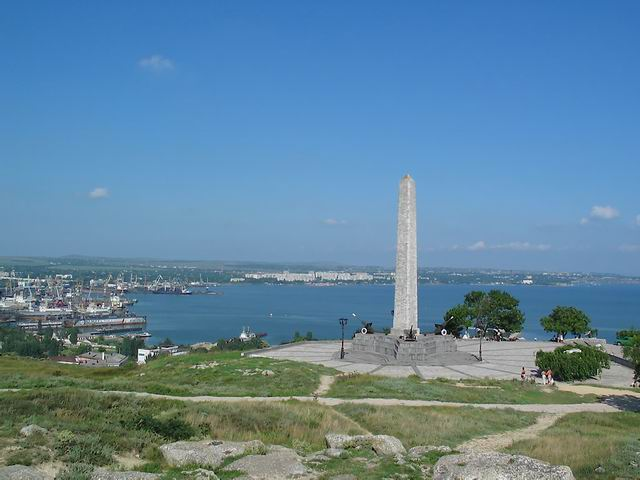
Kertsj. Obelisk op de Mithridates-heuvel

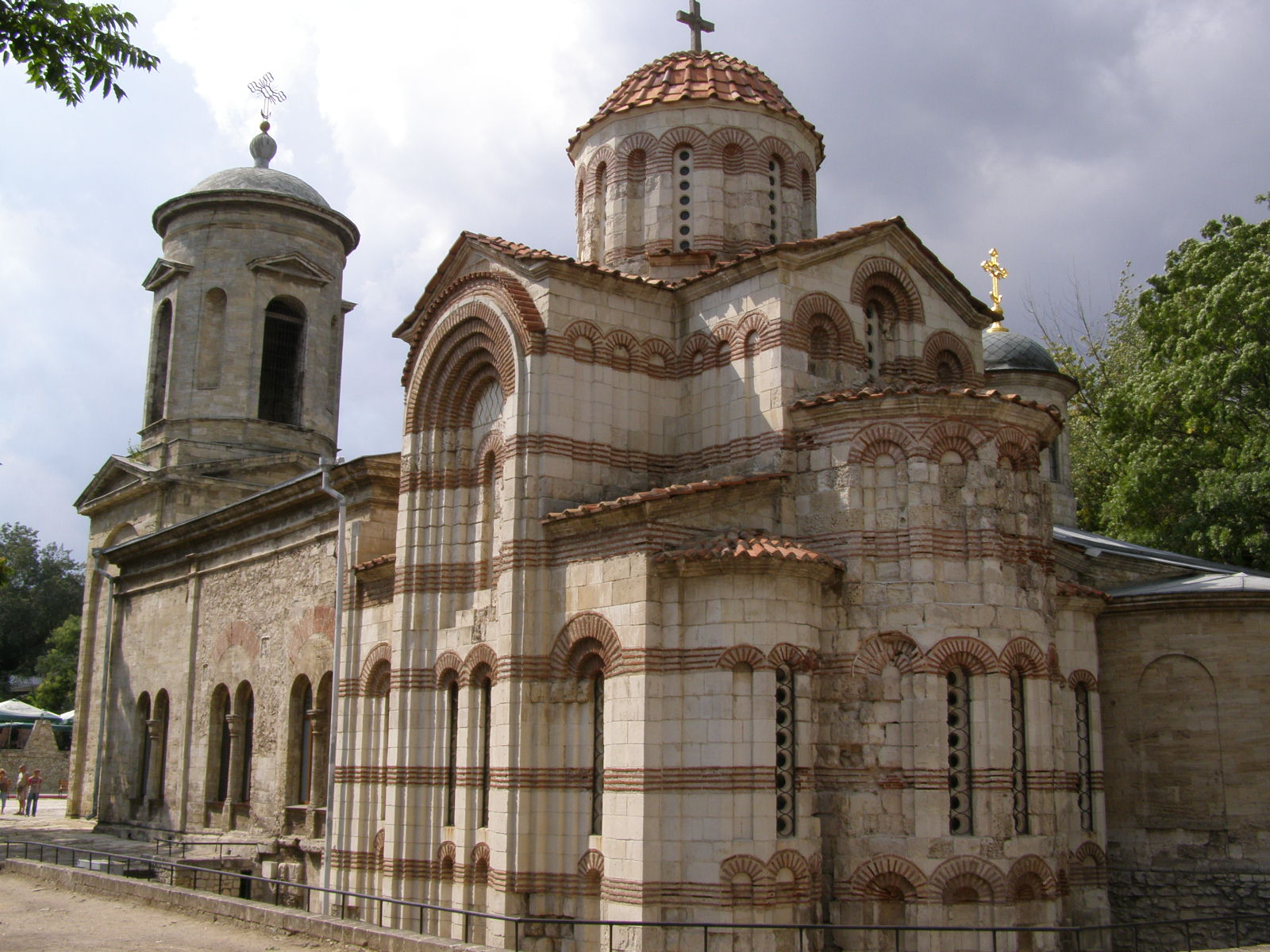
De kerk van Sint Johannes de Doper, gesticht in 717

Fort Brest · Kertsj · Kiev · Leningrad · Minsk · Moermansk · Moskou · Novorossiejsk · Odessa · Sebastopol · Smolensk · Stalingrad · Toela